# Palumbia potanini
Palumbia potanini är en tvåvingeart som först beskrevs av Stackelberg 1963.  Palumbia potanini ingår i släktet Palumbia och familjen blomflugor. Inga underarter finns listade i Catalogue of Life.